# Österreichisches Bundesmeldenetz
Das Österreichische Bundesmeldenetz (BMN) ist ein Gitternetz, also ein kartesisches Koordinatensystem, das es ermöglicht, einem Punkt der Erde eine Koordinate (x, y), also einen Hochwert x und einen Rechtswert y in Metern zuzuordnen. Es wurde 1984 in Österreich zur Verwendung der zivilen und der militärischen Behörden eingeführt.
2007 wurde auf das weltweit standardisierte Universale Transversale Mercator System (UTM) umgestellt.

## Grundlagen
Das BMN basiert auf der Mercator-Projektion, einer konformen (winkeltreuen) Zylinderprojektion, wobei ein transversal liegender Zylinder verwendet wird (Zylinderachse normal zur Erdachse), die ursprünglich auf Gerhard „Mercator“ Kremer zurückgeht.
Carl Friedrich Gauß und Johann Heinrich Louis Krüger überführten die geographischen Koordinaten Breite und Länge in ein rechtwinkliges System metrischer (geodätischer) Koordinaten (x und y), das Gauß-Krüger-Koordinatensystem.
Das BMN beruht anders als die in Deutschland verwendeten Gauß-Krüger-Koordinaten auf dem MGI-Referenzsystem, welches das Bessel-Ellipsoid mit einem für das Geoid in Österreich optimierten Ursprung benützt. Diese Kombination ergibt das Datum Austria (bei Garmin als Austria NS bezeichnet).

## Parameter
Da sich Österreich in West-Ost-Richtung von etwa 9° 30′ bis 17° erstreckt, würde man für Österreich im Gauß-Krüger-Koordinatensystem vier je drei Grad breite Meridianstreifen benötigen, mit den Mittelmeridianen bei 9°, 12°, 15° und 18°.
Der Nullmeridian verlief bis 1883 jedoch durch den westlichsten Punkt Europas, die kanarische Insel Ferro (früher Isla del Meridiano, heute El Hierro), 17° 40′ westlich des heutigen Nullmeridians von Greenwich. Dadurch kann das Staatsgebiet von Österreich mit nur drei Meridianstreifen abgedeckt werden: M28, M31 und M34 (d. h. 28°, 31° und 34° östlich Ferro). Der Mittelmeridian von M28 liegt dabei 10° 20′ östlich des heutigen Nullmeridians.
Beim BMN beginnt die Zählung:
- 5000 km nördlich des Äquators (false northing, um sehr große Werte zu vermeiden) und
- 150, 450 bzw. 750 km westlich des jeweiligen Mittelmeridians (false easting, um negative Werte zu vermeiden, ähnlich dem UTM-Koordinatensystem),

siehe dazu Umrechnung GK – BMN unten.
Damit ergeben sich für die drei in Österreich verwendeten Meridianstreifen folgende Parameter (diese Werte lassen sich bei vielen GPS-Empfängern beim Benutzer-UTM-Gitter direkt eingeben):
| Zone | Verwendung                                                         | westlicher Rand | Mittel- meridian | östlicher Rand | Skalen- faktor | false easting (km) | false northing (km) | entspricht UTM-Zone | EPSG-Code |
| ---- | ------------------------------------------------------------------ | --------------- | ---------------- | -------------- | -------------- | ------------------ | ------------------- | ------------------- | --------- |
| M28  | Vorarlberg, Tirol                                                  | E8° 20′         | E10° 20′         | E11° 50′       | 1              | 150                | −5000               | N32                 | 31257     |
| M31  | Osttirol, Kärnten, Salzburg, Oberösterreich, westl. Obersteiermark | E11° 50′        | E13° 20′         | E14° 50′       | 1              | 450                | −5000               | N33                 | 31258     |
| M34  | Niederösterreich, Wien, Burgenland, übrige Steiermark              | E14° 50′        | E16° 20′         | E17° 50′       | 1              | 750                | −5000               | N33                 | 31259     |

## Verwendung
Das Bundesamt für Eich- und Vermessungswesen hat 2007 die nationalen Kartenwerke der Maßstäbe 1:200.000, 1:50.000 und 1:25.000 vom System der Österreichischen Landesvermessung (MGI, Bessel-Ellipsoid, Gauß-Krüger-Abbildung) auf das weltweit standardisierte Universale Transversale Mercator System (UTM) umgestellt.
Das BMN verwenden z. B. die ÖAMTC-Straßenkarten im Maßstab 1:150.000 (Ed. Hölzel, Wien).
Die Behörden und Organisationen mit Sicherheitsaufgaben (BOS), d. h. die Bundespolizei (vor 2005 Polizei und Bundesgendarmerie), die Feuerwehren sowie das Bundesheer verwendeten Karten im Maßstab 1:200.000 und 1:50.000 mit einem aufgedruckten Netz mit 2 km Seitenlänge. Dazu gibt es noch die Wanderkarten im Maßstab 1:25.000.

## Umrechnung in Gauß-Krüger-Koordinaten und umgekehrt
Im Vermessungswesen ist die Angabe von Gauß-Krüger-Koordinaten (GK) weit verbreitet. Die beiden Koordinatenangaben in BMN und GK können durch eine einfache Umrechnung ineinander übergeführt werden, da das österreichische Bundesmeldenetz auf der Gauß-Krüger-Meridianstreifenabbildung basiert. Die Meridianangabe spielt bei der Umrechnung zwischen GK- und BMN-Koordinaten eine große Rolle. Die Angabe zum jeweils verwendeten Meridianstreifen findet man in der Kartenrandgestaltung.
| Meridian | Rechtswertumrechnung       | Hochwertumrechnung           |
| -------- | -------------------------- | ---------------------------- |
| M28      | BMN-Koordinate − 150.000 m | BMN-Koordinate + 5.000.000 m |
| M31      | BMN-Koordinate − 450.000 m | BMN-Koordinate + 5.000.000 m |
| M34      | BMN-Koordinate − 750.000 m | BMN-Koordinate + 5.000.000 m |

| Meridian | Rechtswertumrechnung      | Hochwertumrechnung          |
| -------- | ------------------------- | --------------------------- |
| M28      | GK-Koordinate + 150.000 m | GK-Koordinate − 5.000.000 m |
| M31      | GK-Koordinate + 450.000 m | GK-Koordinate − 5.000.000 m |
| M34      | GK-Koordinate + 750.000 m | GK-Koordinate − 5.000.000 m |